# ۸۰۷ (خورشیدی)
۸۰۷ هشتصد و هفتمین سال هجری خورشیدی است.